# A. H. Albut

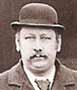
Alfred Harold Albut

Alfred Harold Albut (* um 1850 in England) war der erste Trainer des Fußballvereins aus Newton Heath, aus dem später Manchester United hervorging. Er war Sekretär der örtlichen Zweigstelle der Lancashire and Yorkshire Railway und auch der Manager des aus dieser Zweigstelle heraus gegründeten Vereins. Er hielt diese Stelle von 1892 bis 1900 inne und wurde von James West 1900 abgelöst.
| Personendaten    | Personendaten                             |
| ---------------- | ----------------------------------------- |
| NAME             | Albut, A. H.                              |
| ALTERNATIVNAMEN  | Albut, Alfred Harold (vollständiger Name) |
| KURZBESCHREIBUNG | englischer Fußballtrainer                 |
| GEBURTSDATUM     | um 1850                                   |
| GEBURTSORT       | England                                   |
| STERBEDATUM      | 20. Jahrhundert                           |